# Ernie Wasson
Pour les articles homonymes, voir Wasson.
Ernie George Wasson (né le 10 janvier 1950 à Berkeley) est un jardinier, horticulteur et écrivain américain.
Il étudie de 1968 à 1974 à l'université d'État de Humboldt, où il obtient le titre de Bachelor of Science en géographie en 1974.
De 1978 à 1981, Wasson est associé à l'école d'horticulture du comté de Humbold en  Californie et de 1979 à 1981, il est membre du conseil du College de Redwoods; Il est ensuite professeur à Green Animals Topiary Gardens à Rhode Island. De 1982 à 1984, il suit le programme diplômant de Longwood en gestion des jardins publics et en horticulture ornementale de l'université du Delaware valant Master of Science. Depuis 1998, il dirige un jardin d'apprentissage au Cabrillo College à Aptos,.
Wasson a travaillé pour la Berkeley Horticultural Nursery. Il fut conseiller de l'édition originale en langue anglaise de l'édition 2003 du Botanica.